# 아그배나무
아그배나무는 장미과 사과나무속에 속하는 나무이다. 분류학적으로는 사과나무속에 속하니 배나무와 거리가 있지만, 열매가 달린 모습이 돌배나무와 비슷하며, 아기배처럼 작은 모양 때문에 아그배나무라는 이름이 생겼다는 추측이 있다. 원산지는 한국, 일본으로 한국에서는 황해도 이남의 산에서 자란다.

## 생태
갈잎 작은키나무로 키는 5~10m 정도이며, 나무껍질은 갈색인데 불규칙하게 세로로 갈라져 벗겨진다. 가지는 밤색인데 잔가지는 보랏빛을 띠며 털이 있다. 잎은 어긋나고 타원 모양이며 가장자리에 예리한 톱니가 있다. 긴 가지에서 나온 잎은 잎몸이 3~5개로 갈라진다. 5월에 짧은 가지에서 나온 산형꽃차례에 흰색 꽃이 3~5개씩 모여 핀다. 봉오리를 맺을 때는 분홍색이지만 사과꽃과 비슷한 모양으로 하얗게 핀다. 10월에 열리는 열매는 지름 6~8mm로 작고 둥글며 버찌처럼 긴 열매자루에 달린다. 주로 빨갛게 익지만 노랗게 익기도 한다.

## 사진

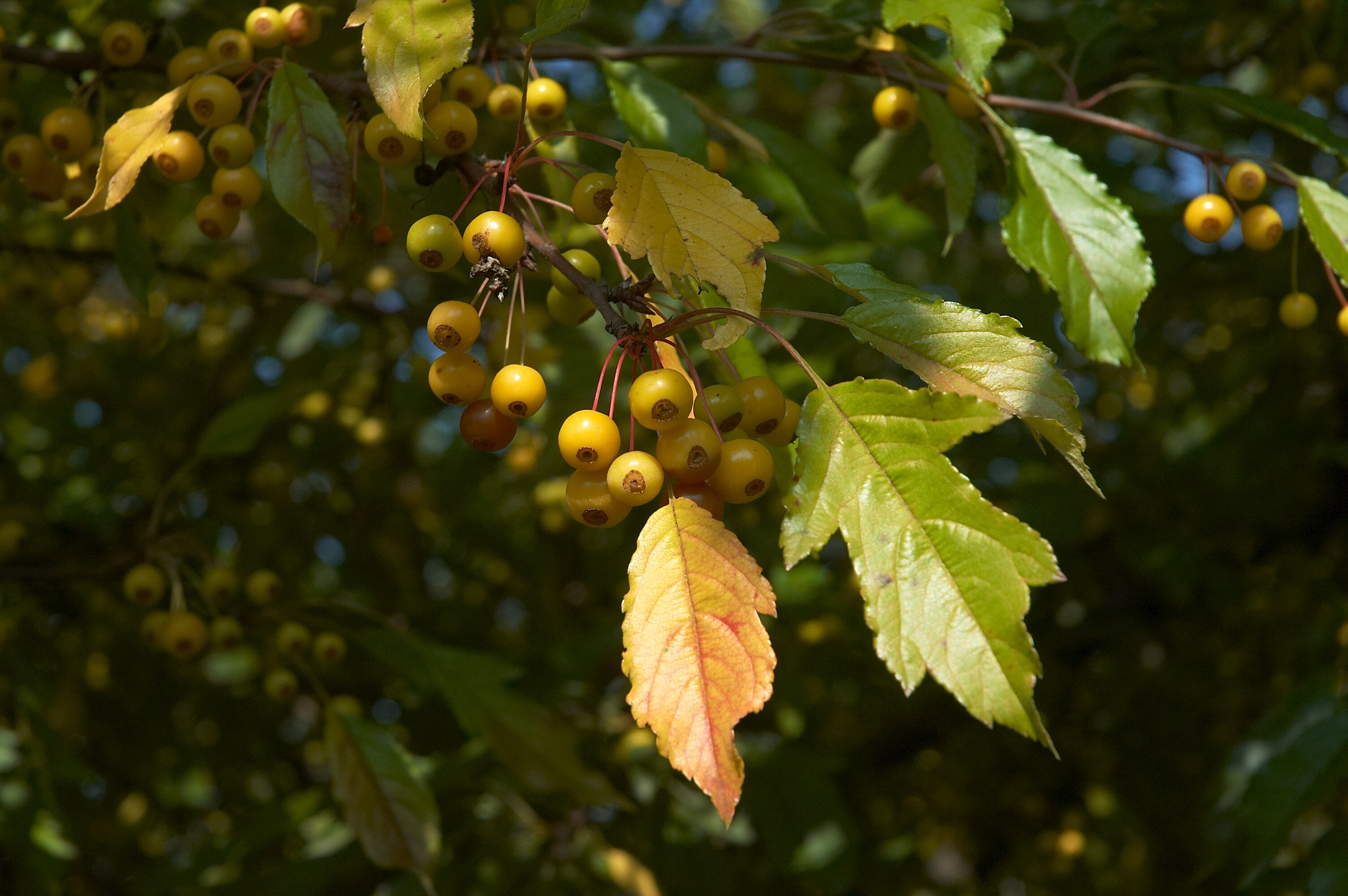
노란 열매
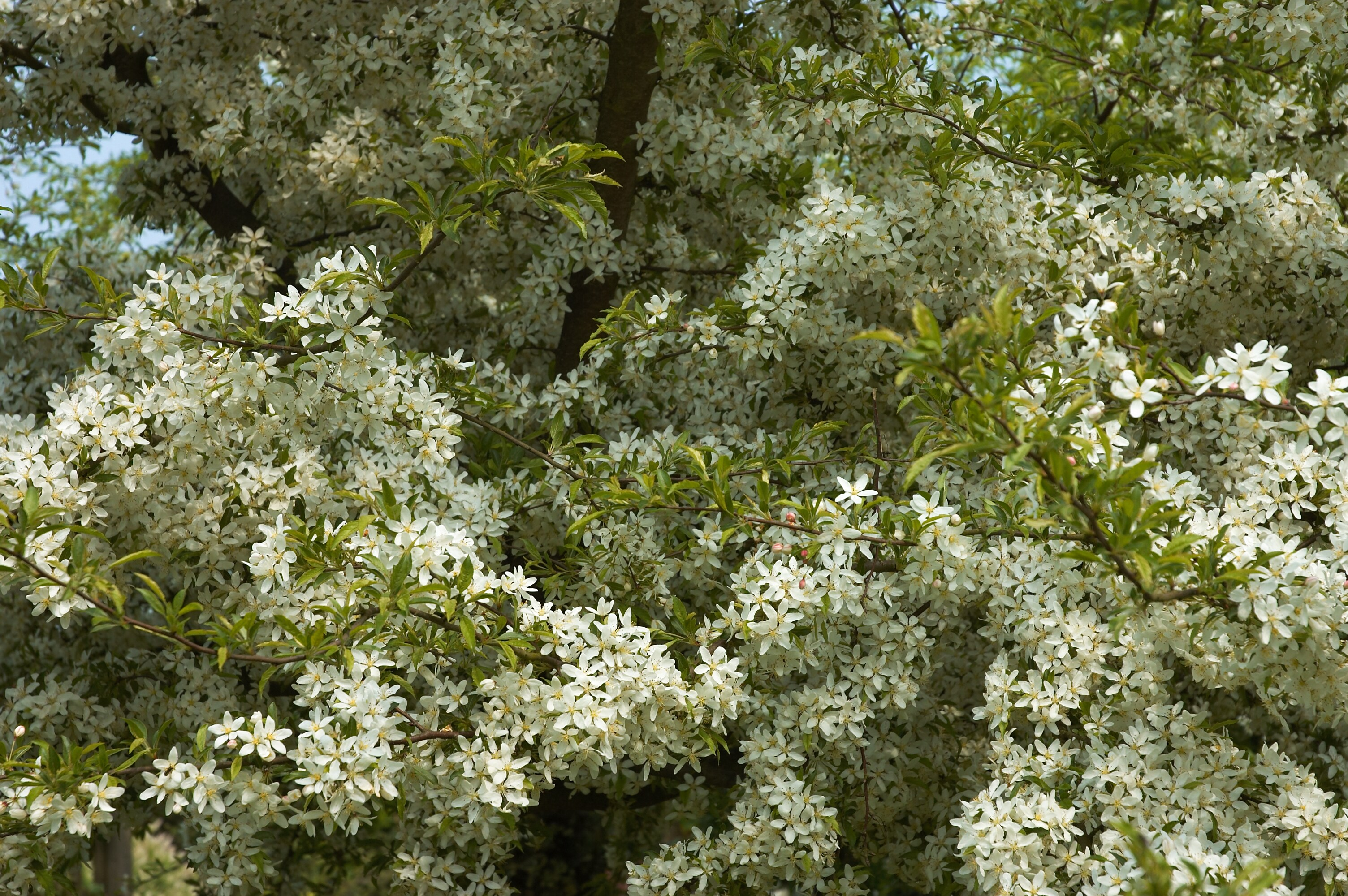
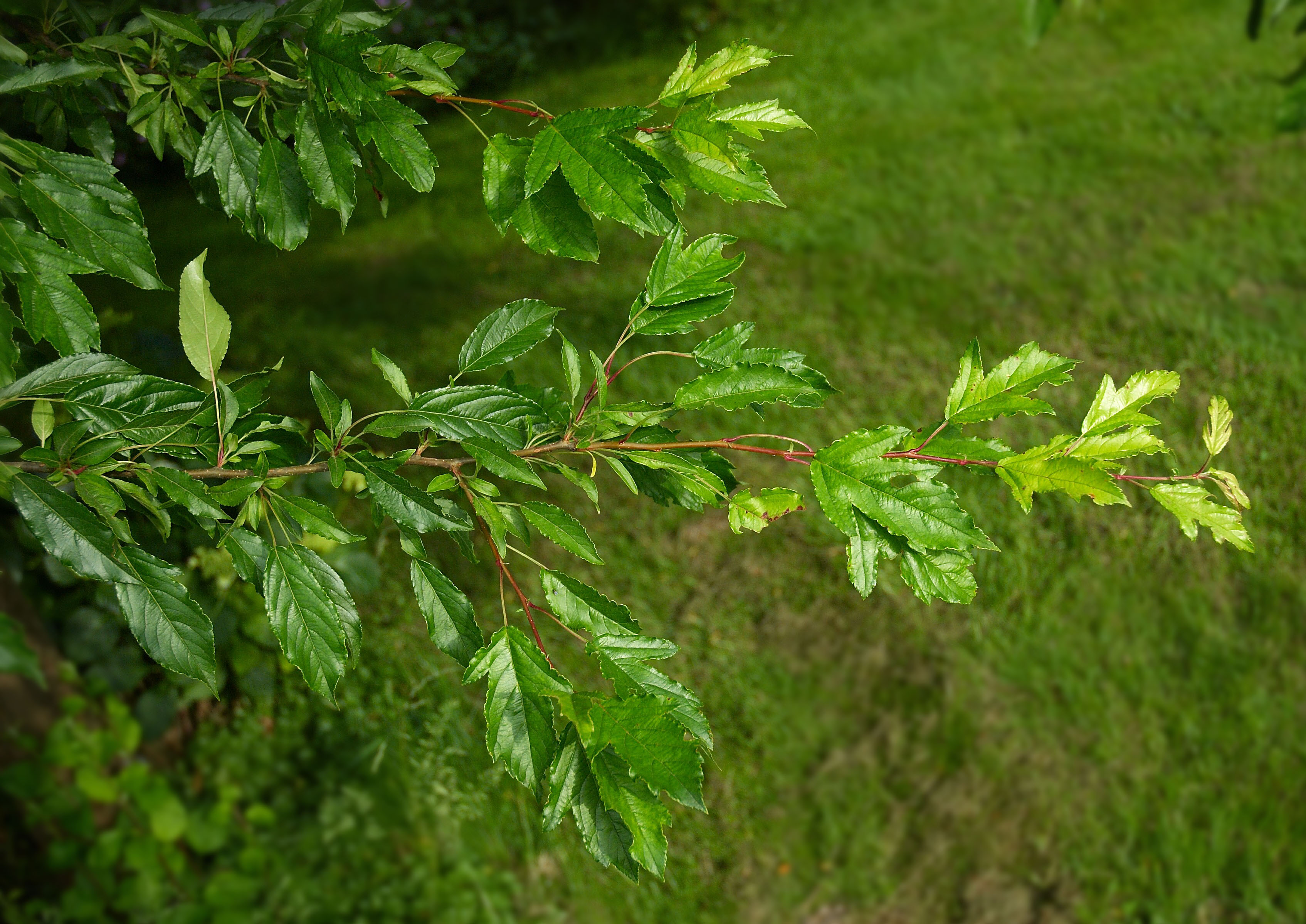
잎몸이 3~5개로 갈라지는 잎

## 참고자료
- 《우리가 정말 알아야 할 우리 나무 백 가지》(현암사, 1995) ISBN 89-323-0830-6
- 《조경수목 핸드북》(광일문화사, 2000) ISBN 89-85243-25-X
- 《나무 쉽게 찾기》(진선출판사, 2004) ISBN 978-89-7221-414-4